# Stazione di San Giuseppe di Cairo
La stazione di San Giuseppe di Cairo è una stazione ferroviaria posta sulla linea Torino-Savona  e capolinea della linea per Alessandria.

## Strutture e impianti

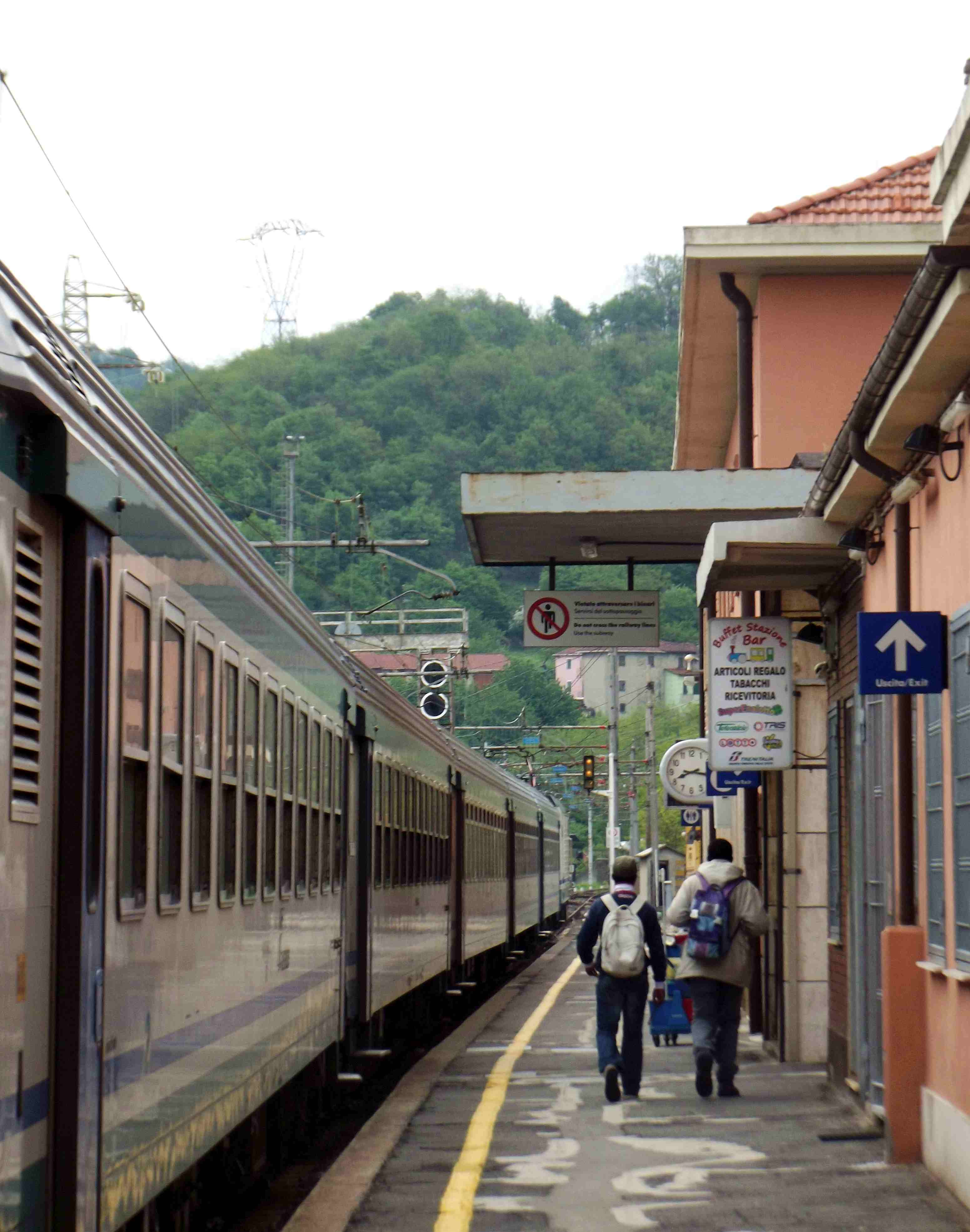
Scorcio del fabbricato viaggiatori dalla banchina del binario 1

Il fabbricato viaggiatori è una struttura su due livelli, di cui solo il piano terra è accessibile ai viaggiatori. Accanto è presente un piccolo edificio dove trovano posto i servizi igienici. Il fabbricato viaggiatori ospita gli uffici tecnici di RFI tra cui l'ufficio dei capostazione.
La stazione dispone di uno scalo merci ancora attivo che funge anche da scalo demolitore di rotabili.

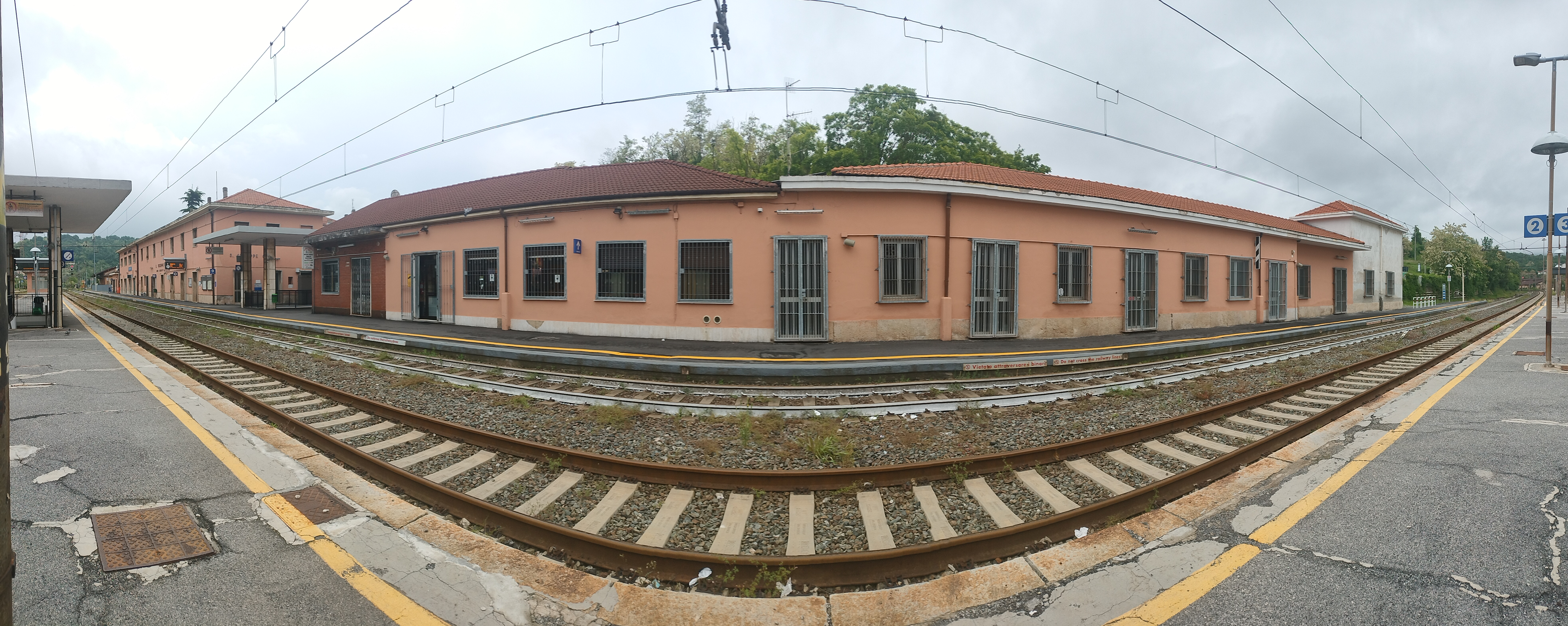
Panorama della stazione vista dal binario 3

Il piazzale si compone di cinque binari destinati al trasporto passeggeri e alcuni fasci destinati al trasporto merci:
- binario 1: è il binario di corsa della linea Torino-Savona usato dai treni in direzione Torino.
- binario 2: è il binario di corsa della linea Torino-Savona usato dai treni in direzione Savona.
- binario 3: è il binario di corsa della linea Alessandria-San Giuseppe di Cairo.
- binari 4 e 5: sono binari utilizzati per incroci e precedenze e per i treni che hanno questa stazione come capolinea.

Tutti i binari (ad eccezione di quelli dedicati al servizio merci) sono dotati di banchina e collegati fra loro da un sottopassaggio. Le banchine sono in parte protette da una pensilina in cemento posta sopra le scale del sottopassaggio.
Presso la banchina dei binari 2 e 3 è presente un piccolo fabbricato che ha la funzione di sala di attesa; tuttavia la stazione presenta un'altra sala di attesa che si trova nel fabbricato viaggiatori.
La gestione degli impianti è affidata a Rete Ferroviaria Italiana.
Poco fuori l'impianto in direzione Cairo, nei pressi dell'incrocio tra la linea per Fossano e quella per Alessandria, si trovano resti di archeologia industriale: l'ex rimessa locomotive (utilizzata fino all'addio al trifase alla seconda metà degli anni settanta), l'ex albergo "ferrohotel" destinato al personale viaggiante (in uso fino agli anni ottanta) e un casello utilizzato come abitazione del custode degli impianti, oltre ad altri edifici minori di servizio. Tutte queste strutture sono in stato di abbandono.

## Movimento

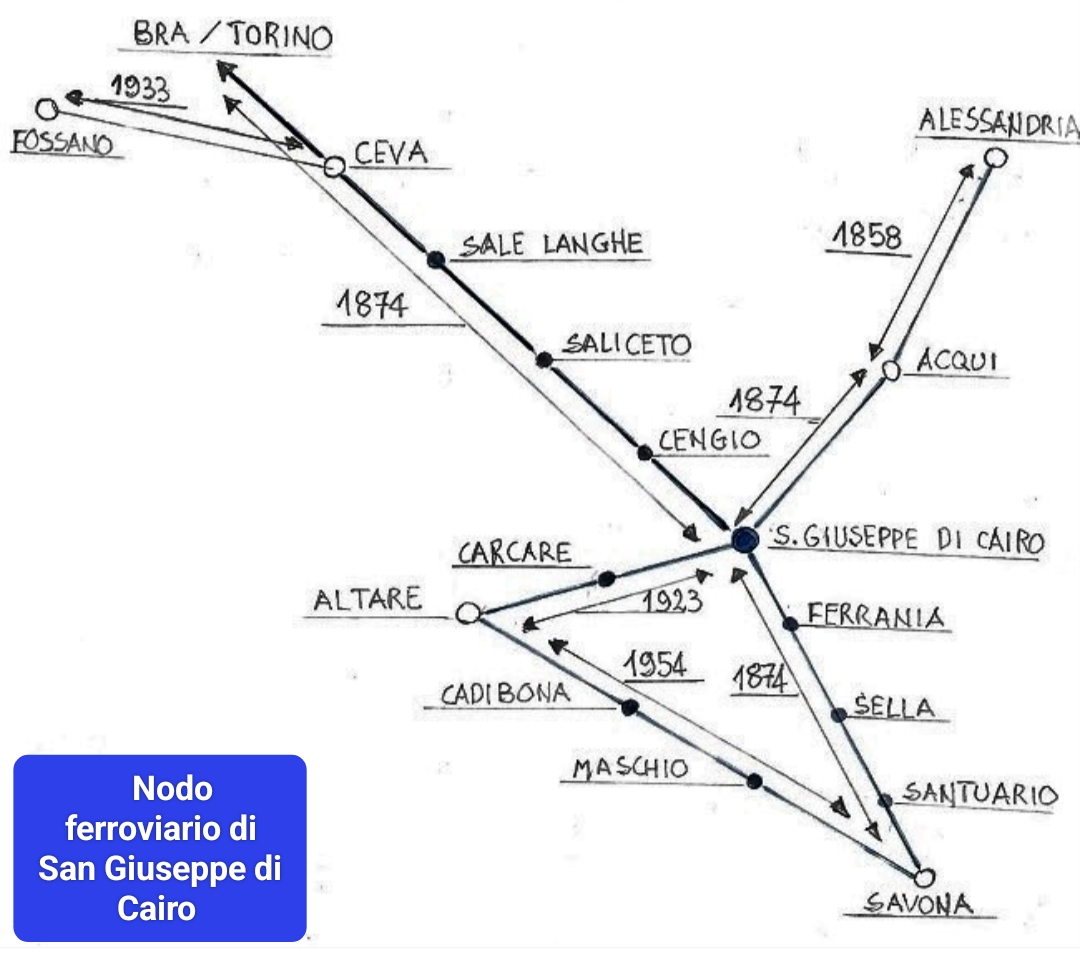
Mappa dei tracciati confluenti a San Giuseppe di Cairo, che collega il Piemonte al Ponente Ligure

Il servizio viaggiatori è svolto in esclusiva da parte di Trenitalia (controllata del gruppo Ferrovie dello Stato Italiane) per conto della Regione Liguria.
La stazione è un nodo importante in quanto convergono qui i treni provenienti da Torino e da Alessandria e Acqui Terme verso e da Savona con possibilità d'inoltro mediante due tracciati: la tratta passante per Bragno, Ferrania, Santuario e l'altra tratta passante per Altare. 
I treni che fermano a San Giuseppe hanno destinazione:
- Savona
- Alessandria
- Acqui Terme
- Ventimiglia
- Fossano
- Imperia
- Albenga
- Torino Porta Nuova

I treni sono esclusivamente di tipo regionale e regionale veloce.

## Servizi
La stazione dispone di:
- Biglietteria automatica
- Sala d'attesa
- Servizi igienici
- Bar

## Interscambi
Dalla stazione partono gli autobus della società TPL Linea che hanno come destinazioni principali Carcare, Millesimo, Cosseria.
- Fermata autobus